# Heterodon nasicus
A cobra nariz-de-porco ocidental (Heterodon nasicus) é uma espécie de cobra da família Colubridae. A espécie é endêmica da América do Norte. Existem três subespécies reconhecidas, incluindo as subespécies nominotípicas.

## Descrição
A cobra nariz-de-porco ocidental é uma cobra relativamente pequena e corpulenta. Sua cor e padrão são altamente variáveis entre subespécies, embora a maioria dos espécimes pareçam cascavéis, o que aparenta ser um mimetismo. Os machos são consideravelmente menores que as fêmeas, e os adultos raramente excedem o comprimento total de 40–50 cm. Esta cobra recebe o seu nome comum, "hognose" ou "nariz-de-porco", devido à escama rostral (nariz) de forma arrebitada, proporcionando uma aparência muito "parecida com um porco". Além disso, essa adaptação torna essas cobras escavadoras hábeis.
A espécie não é perigosa para os humanos, pois não foram registradas mortes ou efeitos sistêmicos da mordida. Embora as mordidas possam ser raramente significativas do ponto de vista médico, a espécie não é considerada peçonhenta. Na captura e incapacitação da presa, a saliva modificada é liberada das glândulas e percorre um sulco nas presas da cobra.
Em cativeiro, a espécie foi criada em cerca de 52 formas de cores diferentes.

## Distribuição e habitat
A espécie ocorre do sul do Canadá, até o norte do México. Frequenta áreas com solos arenosos ou pedregosos, incluindo pradarias, várzeas fluviais, matagais e pastagens, semidesertos e algumas áreas semiagriculturais. A espécie já foi encontrada em altitudes de até 2.500 m.

## Comportamento
A cobra nariz-de-porco ocidental é principalmente diurna. É tipicamente uma cobra dócil (embora seja conhecida por ser altamente defensiva em alguns indivíduos). Ao ser ameaçada, ela pode achatar o pescoço, sibilar e praticar pequenos ataques feitos a um intruso, mas com a boca fechada. Normalmente, as cobras hognose ocidentais nunca mordem como um mecanismo de autodefesa, mas se fingem de mortas. Embora seja mais comum achatar a cabeça, alguns indivíduos podem inchar de ar. Isso é mais comum em machos jovens.

## Dieta
Em seu habitat, a cobra nariz-de-porco se alimenta predominantemente de anfíbios, como pererecas de grande e médio porte, bem como sapos e pequenos lagartos. Houve relatos, também, da espécie predando roedores. Não tendo o hábito constritor, a cobra morde e mastiga, penetrando os seus dentes traseiros na presa como forma de inocular a saliva. Tem havido muitos casos de espécimes em cativeiro que não comem por cerca de dois a três meses e meio. Isso ocorre porque o instinto das cobras desse gênero Heterodon é praticar a brumação, atividade comum em animais de sangue frio, durante os meses de inverno.[carece de fontes?]

## Reprodução
Cobras nariz-de-porco ocidentais foram observadas em cópula durante os meses de fevereiro e março. A espécie é ovípara, com as fêmeas botando de 4 a 23 ovos entre junho e agosto. Os ovos demoram aproximadamente 60 dias para eclodir. Cada filhote tem 13–23 cm de comprimento e atingee a maturidade sexual após aproximadamente dois anos.

## Conservação
Atualmente, a espécie é classificada como de menor preocupação pela IUCN. Apesar de que alguns declínios populacionais tenham sido relatados, a espécie H. nasicus apresenta um considerável aumento populacional e é efetivamente protegida por uma variedade de programas de conservação.